# Andro Vrkljan
Andro Vrkljan bio je predavač Pomorske vojne akademije u Gružu, časnik bojnih broda Kraljevske jugoslavenske ratne mornarice, voditelj Operativne sekcije Odeljenja za Mornaricu Ministarstva vojske i mornarice Kraljevine Jugoslavije, zapovjednik Hrvatskog pomorskog odjela Hrvatske Mornarice Nezavisne Države Hrvatske koji je djelovao u sklopu Kriegsmarine Trećega Reicha, glavar Stožera Hrvatske Mornarice Nezavisne Države Hrvatske, jedan od dvojice izaslanika koje je početkom svibnja, 1945. Vlada Nezavisne Države Hrvatske poslala u Casertu kako bi izvršili pregovore o predaji Nezavisne Države Hrvatske Ujedinjenoj Kraljevini Velike Britanije i Sjeverne Irske i agent Tajne obavještajne službe Ujedinjene Kraljevine Velike Britanije i Sjeverne Irske.

## Rodbinske veze
- Nećak austrougarskog generala Martina Vrkljana von Pilara.
- Bratić pisca i ministra vjere i prosvjete Nezavisne Države Hrvatske, Mile Budaka.
- Bratić Ante Vrkljana.

## Školovanje, mirnodobska služba, doškolovanje i brak
Školovanje je njemu i drugom bratiću, Anti Vrkljanu, omogućio stric, austrougarski general Martin Vrkljan von Pilar.
Osnovnu školu završio je u rodnom mjestu, tijekom čega je učio hrvatski i njemački jezik.
Zajedno s Antom Vrkljanom, stupio je u Cesarsko i kraljevsko vojno učilište u Mariboru. Po raspadu Austro-Ugarske Monarhije i uspostavi Kraljevine Srba, Hrvata i Slovenaca, školovanje su odlučili nastaviti na nižoj školi Vojne akademije u Beogradu, koju je Andro Vrkljan 1922. završio "s odlikom" kao podporučnik 48. klase.
Ušli su u topništvo ali su Andru Vrkljana poslali na 1. pripremni tečaj za pomorske časnike od 4. listopada 1922. do 21. lipnja, 1924. kao jednog od 20 pristupnika. Prva godina tečaja odvijala se u Boki, a druga u Dubrovniku i Gružu. Andro Vrkljan bio je jedan od 12 pristupnika koji su tečaj završili dok su ostali vraćeni u postrojbe kopnene vojske.
Promaknut je u poručnika korvete i sljedeće je 3 godine predavao na Pomorskoj vojnoj akademiji u Gružu.
Poslan je na podmorničku i telegrafsku specijalizaciju i roniteljski tečaj u Veliku Britaniju, tijekom čega je naučio i engleski jezik.
Dvaput je služio u podmornicama ali je zbog loših zdravstvenih uvjeta službe obolio od tuberkuloze pa je vraćen na kopnene zadaće i površinske brodove. Od ljeta 1930. služio je kao navigacijski časnik na Sitnici, matičnom brodu podmorničke flotile.
Svoju buduću suprugu, Irmgard, Njemicu iz Berlina upoznao je 1933. dok je u tijeku bila rastava od njezinog prvog muža, odvjetnika iz Berlina a ona je s njihovom kćerkom ljetovala u Dubrovniku.
Od 1. lipnja 1934. služio je kao poručnik bojnog broda I. klase na školskom jedrenjaku Jadran i sudjelovao na njegovom drugom sredozemnom krstarenju koje je završilo u Dubrovniku, 5. listopada 1934.
S Irmgard Vrkljan se vjenčao 9. listopada 1934. Istog dana izvršen je atentat na kralja Kraljevine Srba, Hrvata i Slovenaca, Aleksandra I. Karađorđevića pa je bračno putovanje prekinuto jer je Andro Vrkljan morao pratiti kraljevo tijelo iz Splita u Beograd.
Od 16. travnja, 1935. sudjeluje na konferenciji o pomorskoj termininologiji u Splitu kao predstavnik Pomorske vojne akademije u Gružu.
Od 10. svibnja, 1935. predaje pitomcima na školskom minolovcu Orao.
5. listopada, 1935. postaje i zapovjednikom školskog "dragera" D 2 Pomorske vojne akademije u Gružu.
Od kolovoza, 1937. služio je kao prvi časnik razarača Dubrovnik s činom kapetana korvete i sudjelovao u stožernom vježbovnom krstarenju od Tivita do Istanbula i Pireja, na kojemu su uz Dubrovnik sudjelovali i matični brod Zmaj i podmornice Hrabri i Smeli.
31. prosinca, 1940. promaknut je u čin kapetana fregate i voditelja Operativne sekcije Odeljenja za Mornaricu Ministarstva vojske i mornarice pa je do neposredno nakon Travanjskog rata sa suprugom Irmgard Vrkljan živio u Zemunu a njezina kćerka iz prvog braka se školovala u gimnaziji u Zagrebu.

## Proglašenje Nezavisne Države Hrvatske
Po završetku Travanjskog rata i proglašenju Nezavisne Države Hrvatske, Andro Vrkljan i supruga Irmgard Vrkljan preselili su se u Zagreb a Andro Vrkljan se dragovoljno javio u Mornaricu Nezavisne Države Hrvatske. Bio je zapovjednik Hrvatske pomorske legije, koja se u sastavu njemačke Kriegsmarine borila na Crnom moru, u činu kapetana bojnog broda; postrojba od oko 250 mornara bila je najprije opremljena preuređenim ribarskim brodicama iz sovjetskog ratnog plijena i bavi se polaganjem i uklanjanjem mina, a 1944. godine je opremljena s 12 novosagrađenih brodova za protupodmorničku borbu; zbog sloma njemačkih snaga na području Crnog mora, u svibnju 1944. godine jedinica je bila raspuštena. 